# Campeonato Nacional de Guinea-Bisáu
El Campeonato Nacional de Guinea-Bisáu (en portugués: Campeonato Nacional da Guiné-Bissau) es la mayor división de fútbol de Guinea-Bisáu, la liga fue formada en 1975 y es organizada por la Federación de Fútbol de Guinea-Bisáu.
El equipo campeón obtiene la clasificación a la Liga de Campeones de la CAF.

## Equipos 2016

Guinea-Bisáu.

- CF Os Balantas (Mansôa)
- Cuntum FC (Cuntum)
- Estrela de Cantanhez FC (Cubucaré)
- FC Canchungo (Canchungo)
- Lagartos FC (Bambadinca)
- Mavegro FC (Bissau)
- Nuno Tristão FC (Bula)
- Pelundo FC (Pelundo)
- SC Portos de Bissau (Bissau)
- Sport Bissau e Benfica (Bissau)
- Sporting Clube de Bafatá (Bafatá)
- Sporting Clube de Bissau (Bissau)
- Tigres de Fronteira (São Domingos)
- UDIB (Bissau)

## Palmarés
| Temporada | Campeón                                      | Subcampeón                                   |
| --------- | -------------------------------------------- | -------------------------------------------- |
| 1975      | Clube de Futebol Os Balantas                 |                                              |
| 1976      | UD Internacional de Bissau                   |                                              |
| 1977      | Sport Bissau e Benfica                       |                                              |
| 1978      | Sport Bissau e Benfica                       |                                              |
| 1979      | No disputado                                 | No disputado                                 |
| 1980      | Sport Bissau e Benfica                       |                                              |
| 1981      | Sport Bissau e Benfica                       |                                              |
| 1982      | Sport Bissau e Benfica                       |                                              |
| 1983      | Sporting Clube de Bissau                     |                                              |
| 1984      | Sporting Clube de Bissau                     |                                              |
| 1985      | UD Internacional de Bissau                   |                                              |
| 1986      | Sporting Clube de Bissau                     |                                              |
| 1987      | Sporting Clube de Bafatá                     |                                              |
| 1988      | Sport Bissau e Benfica                       |                                              |
| 1989      | Sport Bissau e Benfica                       |                                              |
| 1990      | Sport Bissau e Benfica                       |                                              |
| 1991      | Sporting Clube de Bissau                     | Sport Bissau e Benfica                       |
| 1992      | Sporting Clube de Bissau                     | UD Internacional de Bissau                   |
| 1993      | Sport Portos de Bissau                       | Sporting Clube de Bissau                     |
| 1994      | Sporting Clube de Bissau                     | Sport Portos de Bissau                       |
| 1995      | No disputado                                 | No disputado                                 |
| 1996      | ADR Desportivo de Mansabá                    | Sport Bissau e Benfica                       |
| 1997      | Sporting Clube de Bissau                     | Sport Portos de Bissau                       |
| 1998      | Sporting Clube de Bissau                     |                                              |
| 1999      | No disputado                                 | No disputado                                 |
| 2000      | Sporting Clube de Bissau                     | Sport Bissau e Benfica                       |
| 2001      | No disputado                                 | No disputado                                 |
| 2002      | Sporting Clube de Bissau                     | Sport Portos de Bissau                       |
| 2003      | UD Internacional de Bissau                   | Sporting Clube de Bissau                     |
| 2004      | Sporting Clube de Bissau                     | Sport Bissau e Benfica                       |
| 2005      | Sporting Clube de Bissau                     | Atlético Clube de Bissorã                    |
| 2006      | Clube de Futebol Os Balantas                 | Mavegro Futebol Clube                        |
| 2007      | Sporting Clube de Bissau                     | Clube de Futebol Os Balantas                 |
| 2008      | Sporting Clube de Bafatá                     | Mavegro Futebol Clube                        |
| 2009      | Clube de Futebol Os Balantas                 |                                              |
| 2010      | Sport Bissau e Benfica                       | Futebol Clube de Cantchungo                  |
| 2011      | Atlético Clube de Bissorã                    | Clube de Futebol Os Balantas                 |
| 2012      | Abandonado por dificultades financieras      | Abandonado por dificultades financieras      |
| 2013      | Clube de Futebol Os Balantas                 | Sporting Clube de Bissau                     |
| 2014      | Nuno Tristão Futebol Clube                   | Sport Bissau e Benfica                       |
| 2015      | Sport Bissau e Benfica                       | Sporting Clube de Bissau                     |
| 2016      | Abandonado por dificultades financieras      | Abandonado por dificultades financieras      |
| 2016–17   | Sport Bissau e Benfica                       | Nuno Tristão Futebol Clube                   |
| 2017–18   | Sport Bissau e Benfica                       | UD Internacional de Bissau                   |
| 2018–19   | UD Internacional de Bissau                   | Nuno Tristão Futebol Clube                   |
| 2019–20   | Abandonado debido a la pandemia del COVID-19 | Abandonado debido a la pandemia del COVID-19 |
| 2020–21   | Sporting Clube de Bissau                     | Sport Bissau e Benfica                       |
| 2021–22   | Sport Bissau e Benfica                       | Sporting Clube de Bissau                     |
| 2022–23   | FC Canchungo                                 | Sport Bissau e Benfica                       |
| 2023–24   | Sport Bissau e Benfica                       | FC Canchungo                                 |
| 2024–25   | Sport Bissau e Benfica                       | UD Internacional de Bissau                   |

## Títulos por club
| Club                               | Ciudad    | Campeón | Años campeón                                                                             |
| ---------------------------------- | --------- | ------- | ---------------------------------------------------------------------------------------- |
| Sport Bissau e Benfica             | Bissau    | 15      | 1977, 1978, 1980, 1981, 1982, 1988, 1989, 1990, 2010, 2015, 2017, 2018, 2022, 2024, 2025 |
| Sporting Clube de Bissau           | Bissau    | 14      | 1983, 1984, 1986, 1991, 1992, 1994, 1997, 1998, 2000, 2002, 2004, 2005, 2007, 2021       |
| Clube de Futebol "Os Balantas"     | Mansôa    | 4       | 1975, 2006, 2009, 2013                                                                   |
| União Desportiva Internacional     | Bissau    | 4       | 1976, 1985, 2003, 2019                                                                   |
| Sporting Clube de Bafatá           | Bafatá    | 2       | 1987, 2008                                                                               |
| SC Portos de Bissau                | Bissau    | 1       | 1993                                                                                     |
| Associação Desportiva e Recreativa | Mansabá   | 1       | 1996                                                                                     |
| Atlético Clube de Bissorã          | Bissorã   | 1       | 2011                                                                                     |
| Nuno Tristão Futebol Clube         | Bula      | 1       | 2014                                                                                     |
| Futebol Clube de Canchungo         | Canchungo | 1       | 2023                                                                                     |

## Goleadores
| Año     |                                                   | Goleador/es            | Equipo/s                                              | Goles |
| 2002    | Bandera de Guinea-Bisáu · Bandera de Guinea-Bisáu | Amadú Apatchi          | União Desportiva Internacional Sport Bissau e Benfica | 9     |
| 2002/03 | Bandera de Guinea-Bisáu                           | Amadú Baldé            | Sporting Clube de Bissau                              | 25    |
| 2004/05 | Bandera de Guinea-Bisáu                           | João Carlos "Madjer"   | Sporting Clube de Bissau                              | 14    |
| 2006/07 | Bandera de Guinea-Bisáu                           | Mamadi Danfa Baba      | AD e Recreativa Mansabá                               | 9     |
| 2007/08 | Bandera de Guinea-Bisáu                           | Alberto Có "Stromberg" | Sport Bissau e Benfica                                | 22    |
| 2015    | Bandera de Guinea-Bisáu                           | Sumaila Djassi         | Sport Bissau e Benfica                                | 27    |